# Alejandro María Aguado
Alexandre Aguado, marquês de Las Marismas
Vista da sepultura.
Alejandro María Aguado y Ramírez de Estenoz, em francês: Alexandre Aguado (Sevilha, 29 de junho de 1784 — Gijón, 14 de abril de 1842), 1.º Marquês das Marismas do Guadalquivir, foi um militar, banqueiro e mecenas hispano-afrancesado.

## Origens
Alejandro María de Aguado nasceu em Sevilha em 29 de junho de 1784. Filho do 2.º conde de Montelirios e de Mariana Remírez de Estenoz y Herrera, de ilustre e rica família sevilhana, descendente de judeus portugueses. Iniciou seus estudos em Sevilha, onde recebeu uma boa formação matemática.

## Vida militar
Em 1799, ingressou como cadete no regimento de infantaria Jaén, de onde passou, em junho de 1808, para o IV Batalhão de Voluntários de Sevilha, participando nas batalhas de Tudela e Uclés contra as tropas napoleônicas. Com Sevilha ocupada pelos franceses, alistou-se nas fileiras do exército de José Bonaparte, sendo incorporado como ajudante de campo do Estado-Maior do marechal Jean-de-Dieu Soult. Como coronel do regimento de lanceiros espanhóis, combateu em La Albuera e foi nomeado comandante militar do condado de Niebla. Quando os franceses foram derrotados pelas forças coligadas comandadas pelo Duque de Wellington, exilou-se na França, recusou a nomeação de governador da Martinica e abandonou a carreira militar.

## Comerciante e banqueiro
Sua atividade comercial começou como fornecedor do exército francês na Andaluzia, provavelmente com a ajuda do marechal Jean-de-Dieu Soult. Em 1813, partiu para a França. Casado com Carmen Victoria Moreno, teve três filhos, todos nascidos nesse país. Em 1815, solicitou a nacionalidade francesa, que lhe foi concedida em 1830. Com o apoio de seus contatos familiares estabelecidos em Cuba, México e Cádis, criou em Paris várias empresas de importação e venda de vinhos, azeite e frutas, e de fabricação e venda de perfumes, provenientes da América e da Andaluzia. Em 1821, iniciou suas primeiras operações na bolsa de Paris e se associou aos banqueiros Achille Fould e irmãos Péreire. Em 1824, assumiu a gestão em Paris do Empréstimo Real, em um momento em que nenhum banqueiro europeu queria assumir riscos com a Espanha, mergulhada em uma crise econômica catastrófica. Em 1828 e 1830, ele subscreveu dois novos empréstimos com o rei Fernando VII e refinanciou as dívidas que a Espanha tinha com o Reino Unido, a França e Países Baixos. Em agradecimento, o monarca concedeu-lhe o título de marquês das Marismas do Guadalquivir. Naquela época, ele já se tornara um dos grandes banqueiros de Paris e era considerado “o homem mais rico da França”.
Residente em Évry durante vários anos, foi prefeito do município; embelezou a localidade e financiou a construção de uma ponte suspensa sobre o rio Sena entre Ris e Draveil, que recebeu o seu nome.

## Mecenas
Em 1831, Aguado cedeu seu banco à casa Ferrere, Lafitte e Cia, permanecendo como sócio comanditário da mesma, e cedeu aos banqueiros Rothschild sua participação em um importante empréstimo à Grécia para se dedicar à promoção de atividades culturais de destaque: durante onze anos — o resto de sua vida — foi sócio comanditário da Ópera de Paris e adquiriu o Teatro dos Italianos, financiou a revista Revue de Paris e o jornal Le Constitutionnel, presidiu o Ateneu de Paris e formou uma das mais importantes coleções particulares de arte existentes na França. Reuniu 360 quadros, principalmente de pintores espanhóis como Velázquez, Murillo, Ribera, Zurbarán, e também das escolas italianas, como Leonardo da Vinci e Rafael, e neerlandesa-flamenga, como Rubens e Rembrandt. Seu palácio em Paris e o palácio de Petit-Bourg, localizado em Évry, a 25 quilômetros da capital, tornaram-se ponto de encontro de artistas líricos e do balé, compositores como Rossini e escritores como Balzac e Nerval.
Sua vocação de mecenas e colecionador de arte não o impediu de continuar suas atividades financeiras e comerciais. Em 1831, obteve por 80 anos a concessão do canal de Castela (em sociedade com Javier de Burgos, Gaspar Remisa e o marquês de Casa de Irujo), a drenagem dos pântanos do rio Guadalquivir, em 1836 adquiriu e explorou as adegas Château Margaux e recebeu por decreto real 52 concessões mineiras de ouro, prata, chumbo, mercúrio e ferro, bem como minas de carvão nas Astúrias. Em uma viagem que fez às Astúrias para visitar suas minas e inaugurar uma rota de pedágio, morreu de um ataque fulminante de apoplexia em 1842. Tem uma rua dedicada a ele em Gijón. No exílio, permaneceu à margem das alternativas e facções políticas de sua pátria (absolutistas e liberais, carlistas e progressistas) e, com grande generosidade, ajudou muitos espanhóis que tiveram que se refugiar na França. Fundou uma escola e um hospício em Évry e outras localidades onde tinha grandes propriedades e sempre se sentiu e se proclamou espanhol. Foi sepultado no cemitério do Père-Lachaise.

## Aguado e José de San Martín
Na década de 1830, Aguado nomeou seu amigo, o general argentino José de San Martín — companheiro de armas no exército espanhol, antes de sua passagem para o exército napoleônico — seu executor testamentário e tutor de seus filhos, tornando-o também herdeiro de todas as suas joias e condecorações pessoais. O artífice da independência da Argentina, do Chile e do Peru, retirado da vida política das nações americanas e autoexilado na Europa, encarregou-se da complexa missão de executar o testamento e distribuir a imensa fortuna, estimada em mais de sessenta milhões de francos, vendendo as minas, as propriedades e a coleção de obras de arte que eram admiradas por toda a Europa e que hoje estão expostas em importantes museus do mundo.
Em setembro de 1842, José de San Martín escreveu ao general Guillermo Miller:
Minha sorte melhorou, e essa melhora se deve ao amigo que acabei de perder, o senhor Aguado, que, mesmo após sua morte, quis demonstrar os sentimentos de sincera amizade que nutria por mim, protegendo-me da indigência.

## Ordens de cavalaria

### Reino da Espanha
- Cavaleiro da Real e Militar Ordem da Espanha (1811)[12]
- Comendador da Ordem de Carlos III[12]
- Comendador da Ordem de Isabel, a Católica[12]

### Estrangeiras
- 1828: Cavaleiro Grã-Cruz da Legião de Honra[12] (Reino da França)
- Comendador da Ordem do Redentor[12] (Reino da Grécia)